# معبد جانگانسا

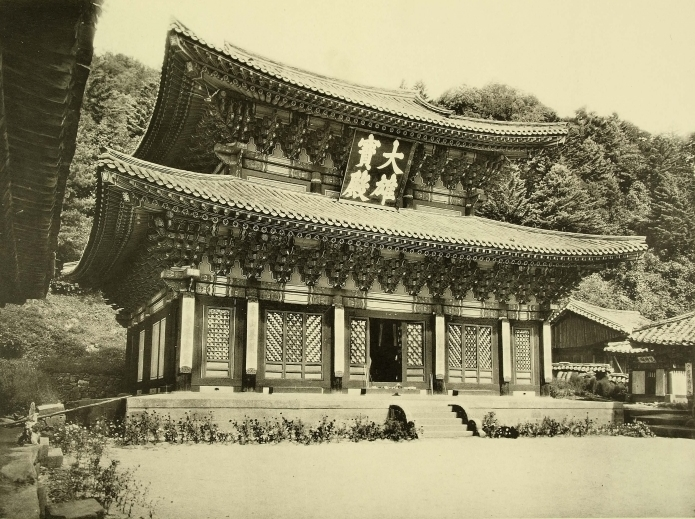
سالن اصلی معبد جانگانسا در سال ۱۹۳۲. م

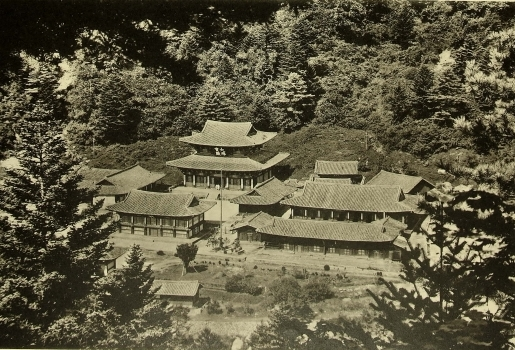
نمایی کامل از معبد جانگانسا در سال ۱۹۳۲. م

معبد جانگانسا (کره‌ای: 장안사; هانجا: 長安寺) یک معبد بودایی کره ای در کوه گئومگانگ (금강산,金剛山) بود. این معبد به همراه معبد «پیوهونسا» یکی از چهار معبد بزرگ کوه گئومگانگ و یوجئومسا گفته می‌شود این معبد توسط راهب هیریانگ در زمان سلطنت یانگ‌وون از گوگوریو تأسیس شده است. 

## دوره استعمار ژاپن
جلد ۱۲ (۱۹۳۲) از «گردشگری در محوطه تاریخی چوسون» شامل چندین نما از هر معبد در اطراف کوه گومگانگ، از جمله جانگانسا، است. این تصاویر که در دوره استعمار ژاپن توسط یک محقق مشهور گرفته شده‌اند، بسیار ارزشمند هستند زیرا بسیاری از این ساختمان‌ها دیگر وجود ندارند. دو مورد از آنها در اینجا بازتولید شده‌اند.

## تخریب
در طول جنگ کره، بمباران کره شمالی در مجموع ۶۳۵,۰۰۰ تن بمب، از جمله ۳۲,۵۵۷ تن ناپالم، بر روی کره ریخته شد.  "هر تأسیسات، امکانات و روستایی در کره شمالی به یک هدف نظامی و تاکتیکی تبدیل شد" و دستورات داده شده به نیروی هوایی پنجم و فرماندهی بمب افکن‌ها "نابود کردن هر وسیله ارتباطی و هر تأسیسات، کارخانه، شهر و روستا" بود.
در نتیجه، کل این مکان توسط بمباران‌های ایالات متحده در منطقه نابود شده است. برخلاف سینگ‌یسا ، جانگانسا بازسازی نشد. این ویرانه‌ها به عنوان گنجینه ملی شماره ۹۶ (کره شمالی) طبقه‌بندی شده‌اند . 